# François Duquesnoy
François Duquesnoy [dykenwa'], född 12 januari 1597 i Bryssel, död 18 juli 1643 i Livorno, var en flamländsk skulptör, verksam i Italien.
François Duquesnoy kom till Rom 1618 och blev efter några år Berninis assistent vid utsmyckningen av Peterskyrkans interiör. Duquesnoy fick uppdraget att utföra skulpturen Den helige Andreas, en av korsmittens fyra kolossalstatyer. 
Ett annat av Duquesnoys betydelsefulla verk är Den heliga Susanna (1629–1633) i kyrkan Santa Maria di Loreto i Rom.

## Biografi
Duquesnoy kallades Il Fiammingo av italienarna och François Flamand av fransmännen. Hans far, Hieronymus Duquesnoy, var hovskulptör hos ärkehertig Albrekt VII av Österrike. Vissa av Duquesnoys tidiga verk i Bryssel tilldrog sig Albrekt VII:s uppmärksamhet, vilket ledde till att ärkehertigen gav honom möjlighet för att kunna studera i Rom, där han tillbringade resten av sin karriär.
I början av sitt yrkesliv snidade han bilder åt konsthandlare för att tjäna pengar, men han slog igenom med ett elfenbenskrucifix som Filippo I Colonna skänkte till påve Urban VIII, samt en Apollo, en Mercurius i brons och en Venusfigur i marmor som markis Vincenzo Giustiniani beställde av honom.
Enligt tidiga biografier studerade Duquesnoy antik skulptur så detaljerat att han bland annat klättrade upp på Marcus Aurelius-statyn för att se hur den hade skapats samt gjorde en pilgrimsfärd till Dianas lund vid Nemisjön. År 1624 anlände Nicolas Poussin, som hade samma konstnärliga inriktning som Duquesnoy, till Rom där de båda delade bostad. De båda konstnärerna rörde sig i kretsen runt Cassiano dal Pozzo.
Bland Duquesnoys tidiga arbeten finns basreliefen som skapades för Villa Doria Pamphili, men som numera finns i Palazzo Spada i Rom. Duquesnoy samarbetade med Bernini i uppförandet av baldakinen i Peterskyrkan 1624–1633. De fyra änglarna är helt och hållet Duquesnoys verk. Han blev även känd för sina barnframställningar i relief, som exempelvis kompositionen Barn lekande med en get och Den druckne Silenus.
Anthonis van Dyck målade 1623 ett porträtt av Duquesnoy.

## Verk i Rom i urval
- Modello för skulpturen Den helige Benedikt, utförd av Orfeo Boselli – Sant'Ambrogio della Massima[2]
- Den heliga Susanna (1633) – absiden, Santa Maria di Loreto[3]
- John Barcleys byst (omkring 1627) – Museo Tassiano, Sant'Onofrio al Gianicolo (tidigare i San Lorenzo fuori le Mura)[4]
- Den helige Andreas (1629–1640) – korsmitten, Peterskyrkan[5]
- Byst av dvärg i tjänst hos hertigen av Créquy (1633) – Galleria Nazionale d'Arte Antica, Rom

## Bilder
| - Den heliga Susanna, Santa Maria di Loreto. - Den helige Andreas, Peterskyrkan. - Adonis, en romersk torso, restaurerad och kompletterad av François Duquesnoy, Louvren. - Jesusbarnet med redskapen för den senare passionshistorien, utförd omkring 1640 i Rom. |